# Rai Shimizu
Rai Shimizu (japanisch 清水 羅偉 Shimizu Rai; * 28. April 1999 in Ōita, Präfektur Ōita) ist ein japanischer Fußballspieler.

## Karriere
Rai Shimizu erlernte das Fußballspielen in der Jugendmannschaft von Ōita Trinita sowie in der Universitätsmannschaft der Nippon Bunri University. Seinen ersten Vertrag unterschrieb er am 1. Februar 2022 bei Tegevajaro Miyazaki. Der Verein aus Miyazaki, einer Stadt in der gleichnamigen Präfektur Miyazaki, spielte in der dritten japanischen Liga. Sein Drittligadebüt gab Rai Shimizu am 10. April 2022 (5. Spieltag) im Auswärtsspiel gegen den Matsumoto Yamaga FC. Hier wurde er in der 62. Minute für Shunsuke Ueda eingewechselt. Das Spiel endete 2:2.